# Кам'яний ідол
«Кам'яний ідол» — радянський художній фільм 1989 року, знятий режисером Ісаматом Ергашевим на кіностудії «Узбекфільм».

## Сюжет
Про долю молодого пастуха, його страждання, приниження у роки масових репресій НКВС. Адже якщо тебе проведуть під конвоєм серед білого дня вулицями — це вже ганьба.

## У ролях
- Малохат Максумова — головна роль
- Набі Рахімов — головна роль
- Зейнаб Садрієва — роль другого плану
- Володимир Січкар — роль другого плану
- Фархад Хайдаров — роль другого плану
- Фаріда Ходжаєва — Ойніса

## Знімальна група
- Режисер — Ісамат Ергашев
- Оператор — Ріфкат Ібрагімов